# Marcel Mauss
Marcel Mauss (Épinal, 10 de mayo de 1872-París, 10 de febrero de 1950) fue un antropólogo y sociólogo considerado como uno de los «padres de la etnología francesa». De múltiples ecos —antropológicos, sociológicos, económicos y filosóficos— es su Ensayo sobre el don en el que señala la relevancia del esquivo y polisémico concepto de intercambio, potlatch (o potlash).

## Trayectoria
Sobrino, discípulo y colaborador de Émile Durkheim, Mauss fue sociólogo y socialista (no marxista), y su participación política se inició con el caso Dreyfus, manteniéndose a lo largo de su vida (padeció, por ello, una doble persecución durante la ocupación alemana).
En sus estudios colaboró con Henri Hubert y otros autores reunidos alrededor de la revista L'Année Sociologique, aunque mantuvo una posición bastante independiente respecto a ella. En 1925 fundó el Instituto de Etnología.
Mauss, al contrario de lo que sucede por ejemplo con Malinowski, llevó a cabo pocos estudios de terreno (sólo participó en una misión a Marruecos). Por contraste, trató de abarcar las realidades en su totalidad, en especial por medio de su famosa expresión de «hecho social total». Así, en su opinión, un hecho social implica siempre dimensiones económicas, religiosas o jurídicas y no puede reducirse a uno solo de esos aspectos. Mauss también escoge aprehender al ser humano en su realidad concreta, es decir, bajo el triple punto de vista fisiológico, psicológico y sociológico.
Se interesó por el significado social del don en las sociedades tribales, así como por el fenómeno religioso, al considerar la magia como un fenómeno social, y al recurrir y explicitar el término de mana.
Con su famoso Ensayo sobre el don, fue el inspirador de toda una parte de la reflexión sobre la antropología económica, al mostrar que el don es agonista, ya que el vínculo no mercantil (cambios no remunerados ni trocados), a la vez que crea un vínculo social «obliga» a quien lo recibe, que sólo se puede liberar por medio de un «contradon». Para Mauss, el don es esencial en la sociedad humana.
Hay que señalar que el Movimiento Anti-Utilitarista en Ciencias Sociales (MAUSS) se considera heredero de los trabajos de Marcel Mauss. Edita una revista semestral: la Revue du Mauss.
Mauss acuñó el término técnicas del cuerpo a principios del siglo XX.
 para referirse a las formas, actitudes y posturas, establecidas por tradición, mediante las cuales los seres humanos utilizan sus cuerpos para llevar a cabo un sinnúmero de actividades cotidianas y expresar y comunicar sus sentimientos.

## Obras
- Essai sur la nature et la fonction du sacrifice 1898 (con Henri Hubert) .
- La sociologie: objet et méthode,  1901 (con Paul Fauconnet).
- De quelques formes primitives de classification, 1902 (con Durkheim).
- Esquisse d'une théorie générale de la magie, 1902 (con Henri Hubert).
- Introd. a la etnografía. Istmo, 1967
- Essai sur le don. Forme et raison de l'échange dans les societés archaiques. 1924. Tr.: Ensayo sobre el don. La forma y la razón del intercambio en las sociedades arcaicas
- "Les Techniques du corps", 1934.  Journal de Psychologie 32 (3-4), recogido en Sociologie et anthropologie, 1936, París, PUF. Tr.: Sociología y antropología, Tecnos, 1971 (or. 1950), Introducción de Claude Lévi-Strauss.
- Obras, I-III, Barcelona, Barral, 1970-2 (or. 1968-69).